# Jessi Colter
Jessi Colter (nacida Miriam Johnson el 25 de mayo de 1943) es una cantante estadounidense de country y una de las pocas cantantes femeninas del movimiento outlaw en los años 70. Es conocida también por colaboraciones con su marido Waylon Jennings y por su hit country pop de 1975 "I'm Not Lisa".

## Trayectoria
Tras conocer al que sería su futuro marido, hizo carrera en la música sacando su primer LP de estudio en 1970 A Country Star is Born. Cinco años después, firma con Capitol Records y saca su primer sencillo "I'm Not Lisa" que entra a los primeros puestos de los charts y llega al Top 5 de los Pop charts. En 1976 aparece en el LP de colaboración Wanted: The Outlaws, que consigue un álbum de platino certificado por la RIAA y le ayuda a convertirse en una de las pocas estrellas femeninas del outlaw country.

## Primeros años
Colter nació y creció en una familia estrictamente pentecostal en Phoenix, Arizona. Su madre era predicadora y su padre piloto de coches de carrera. A los 11 años era ya la pianista de su iglesia. Tras el instituto comienza a cantar en clubs de Phoenix.

## Discografía
- Jessi Colter discography

Álbumes de estudio
- 1970: A Country Star is Born
- 1975: I'm Jessi Colter
- 1976: Jessi
- 1976: Diamond in the Rough
- 1977: Miriam
- 1978: That's the Way a Cowboy Rocks and Rolls
- 1981: Ridin' Shotgun
- 1984: Rock and Roll Lullaby
- 1996: Jessi Colter Sings Just for Kids: Songs from Around the World
- 2006: Out of the Ashes
- 2017: The Psalms

En colaboración
- 1976: Wanted! The Outlaws
- 1981: Leather and Lace
- 1978: White Mansions

Recopilatorios
- 1995: The Jessi Colter Collection
- 2003: 'The Very Best of Jessi Colter: An Outlaw...a Lady